# Комуністична партія Португалії
Комуністична партія Португалії (порт. Partido Comunista Português, PCP) — політична партія Португалії, займає ліву позицію, характеризуючись двома основними ідеологічними течіями — комунізмом, марксизмом-ленінізмом. Одна з найдавніших партій в історії країни. Організація партії базується також на демократичному централізмі, а саму партію вважають патріотичною і інтернаціоналістичною. В наш час[коли?] має 6 місць у парламенті (при загальній кількості 230 депутатів). На законодавчих виборах, як правило, у списках проходить разом з «Зеленими», з якими утворює так звану Об'єднану демократичну коаліцію. Ця коаліція отримала 8,1% голосів на законодавчих виборах у 2011 році.
Видає щотижневу газету «Avante!» (з 1931 року), а також журнал «O Militante» (виходить раз на два місяці). Має депутатів у Європейському парламенті.
Лідером партії на посаді є металург з чотирма класами освіти Жероніму де Соуза (з 2004 року).

## Історія
Партія була заснована у 1921 році як національна секція Комінтерну. Після військогового перевороту 1926 року партія була проголошена поза законом і перейшла на нелегальне становище. Вела боротьбу проти диктаторського режиму Олівейри Салазара під керівництвом Алвару Куньяла, а її керівники неодноразово заарештовувались і піддавалися постійному переслідуванню. ПКП використовувала як нелегальні, так і напівлегальні форми боротьби проти режиму. На момент Революції гвоздик 25 квітня 1974 року, 36 членів її центрального комітету назагал «відсиділи» понад 300 років у в'язниці. Після падіння диктаторського режиму Нової держави, у 1970—1980-і була однією з найбільших політичних сил країни. В 1974–1976 роках комуністи входили до складу уряду.
В 1978 році ПКП та Португальський демократичний рух створили коаліцію Об'єднаний народний альянс. У 1987 році коаліція розпалась. Після цього ПКП та екологічна партія «Зелені» створили Об'єднану демократичну коаліцію.
Сьогодні, як правило, значну кількість голосів набирає в індустріалізованих адміністративних округах Лісабона і Сетубала, а також у південній провінції Алентежу, де представники партії очолюють значну кількість муніципальних палат.

## Генеральні секретарі партії
- Бенту Гонсалвіш (1929–1942)

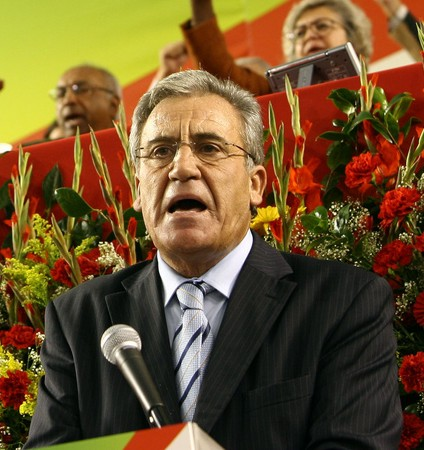
Жероніму де Соуза, генеральний секретар партії (2004-2022)

- Період без генерального секретаря (1942–1961)
- Алвару Куньял (1961–1992)
- Карлуш Карвальяш (1992–2004)
- Жероніму де Соуза (2004-2022)
- Паулу Раймунду з 2022 дотепер

## Участь у виборах
Участь у президентських виборах
| 1976 | Октавіу Родрігеш Пату   | 365,344          | 7,6%  | Ні |
| 1980 | Карлуш Алфреду де Бріту | зняв кандидатуру | Ні    |    |
| 1986 | Франсішку Салгаду Зенья | 1,185,867        | 20,6% | Ні |
| 1991 | Карлуш Карвальяш        | 635,867          | 12,9% | Ні |
| 1996 | Жероніму де Соуза       | зняв кандидатуру | Ні    |    |
| 2001 | Антоніу Сімойш де Абреу | 221,886          | 5,1%  | Ні |
| 2006 | Жероніму де Соуза       | 466,428          | 8,6%  | Ні |

(Джерело: Національна Виборча Комісія Португалії [Архівовано 8 Квітня 2005 у Wayback Machine.]) 
Примітка:
- У 1980 році Карлуш Бріту зняв кандидатуру на користь Рамалью Еанеша.
- У 1986 році спочатку кандидатом був Анжелу Велозу, який пізніше зняв кандидатуру на користь Салгаду Зеньї.
- У 1986 році у другому турі партія підтримала Маріу Соареша.
- У 1996 році Жероніму де Соуза зняв кандидатуру на користь Жоржа Сампайю.

Участь у парламентських виборах разом у складі Об'єднаної демократичної коаліції.
| 1987 | 685,109 | 12,2% | 31 |
| 1991 | 501,840 | 8,8%  | 17 |
| 1995 | 504,007 | 8,6%  | 15 |
| 1999 | 483,716 | 9,0%  | 17 |
| 2002 | 379,870 | 6,9%  | 12 |
| 2005 | 433,369 | 7,5%  | 14 |
| 2009 | 446,174 | 7,9%  | 15 |

(Джерело: Національна Виборча Комісія Португалії [Архівовано 8 Квітня 2005 у Wayback Machine.]) 